# Characteristica universalis
El terme llatí characteristica universalis, interpretat habitualment com a característica universal, o caràcter universal, és un llenguatge universal i formal ideat pel filòsof alemany Gottfried Leibniz, capaç d'expressar conceptes matemàtics, científics i metafísics. Leibniz tenia l'esperança de crear un llenguatge que es pogués utilitzar en el marc d'un càlcul lògic universal o càlcul ratiocinator.
La universalis characteristica és un concepte recurrent en els escrits de Gottfried Leibniz. Quan escriu en francès, de vegades utilitza la frase générale spécieuse en el mateix sentit. De vegades, el concepte es combina amb el seu concepte de càlcul ratiocinator i amb els seus plans per a una enciclopèdia com un compendi de tot el coneixement humà.

## Llenguatge universal
Leibniz va defensar un llenguatge pictogràfic universal com la clau per a totes les ciències.
Igual que amb el càlcul ratocinator de Leibniz, dues escoles diferents de pensament filosòfic van insistir en dos aspectes diferents que es poden trobar en els escrits de Leibniz. El primer punt de vista posa en relleu la lògica i l'idioma, i està associat amb filosofia analítica i el racionalisme. El segon punt de vista està més en sintonia amb els punts de vista de Couturat, que posen l'accent en la ciència i l'enginyeria, associat amb la filosofia de síntesi i l'empirisme. Leibniz esperava que un o ambdós d'aquests aspectes guiessin el raonament humà com el fil d'Ariadna i, per tant, proposessin solucions a molts dels problemes urgents de la humanitat:
| «                                                                               | Hem vist que la característica era inseparable de la ment de Leibniz de l'enciclopèdia. El primer suposa la segona, o almenys calia establir-lo al mateix temps, i desenvolupar-lo en paral·lel amb aquesta. Per contra, una vegada establerta, la característica seria l'instrument de l'enciclopèdia i la clau de totes les ciències. | » |
| — Louis Couturat, The Logic of Leibniz in accordance with unpublished documents | |   |

| « | Tots els que estan ocupats amb la lectura o l'escriptura de la literatura científica han sentit segurament molt sovint la manca d'un llenguatge científic comú, i han lamentat la gran pèrdua de temps i problemes originats per la multiplicitat de les llengües emprades en la literatura científica. | » |
| — Leopold Pfaundler von Hadermur a International Language and Science: Considerations on the Introduction of an International Language into Science, 1910. | |   |

### Un llenguatge universal, llenguatge de la comunicació lògica i internacional
Molts estudiosos dels escrits de Leibniz semblen coincidir en el fet que entenia la characteristica universalis com una forma d'idioma ideogràfic basant-se en una versió racionalitzada dels principis dels caràcters xinesos, com els europeus els entenien al segle xvii. Des d'aquesta perspectiva, és comú trobar la characteristica universalis associada a la creació contemporània d'idiomes universals com l'esperanto, llengües auxiliars com la interlingua, i projectes com la lògica formal, com el Begriffsschrift de Gottlob Frege. L'expansió mundial del comerç europeu en el temps de Leibniz per motivacions mercantilistes va portar alguns a trobar un llenguatge universal del comerç per tal que els agents poguessin comunicar-se amb qualsevol llenguatge natural. La motivació mercantil volia informar algunes de les investigacions en caràcters universals, i també ha estat present en l'associació dels projectes de llenguatge universal amb ordinador, metallenguatges com l'XML.
D'altres, com Jaenecke, per exemple, han observat que Leibniz també tenia altres intencions per a la characteristica universalis, els aspectes en què es consideri una font de la vaguetat i inconsistència esmentada en les interpretacions modernes. Segons Jaenecke:
 el projecte de Leibniz no és una qüestió de lògica, sinó més aviat de representació del coneixement, un camp poc explorat en l'epistemologia lògica orientada avui dia a la filosofia de la ciència. És precisament aquesta orientació unilateral d'aquestes disciplines la que s'encarrega de la imatge distorsionada de la tasca de Leibniz en la literatura.

Com va escriure Couturat, Leibniz va criticar els sistemes lingüístics de George Dalgarno i John Wilkins per aquest motiu, ja que es va centrar a utilitzar: 
 ...llengües pràctiques, més que no d'utilitat científica, és a dir, per ser principalment llengües artificials destinades a la comunicació internacional i no llengües filosòfiques que serveixin per a expressar les relacions lògiques dels conceptes. Ell està a favor, i s'oposa a ells, la veritable "característica real", que expressaria la composició dels conceptes mitjançant una combinació de signes que representen els seus elements simples, de manera que la correspondència entre les idees i els seus símbols compostos seria natural i no convencional. 

### Un llenguatge universal de la ciència
Leibniz diu que el seu objectiu era un alfabet del pensament humà, un llenguatge simbòlic universal (caràcter) de ciència, matemàtiques i metafísica. Segons Couturat: "el maig del 1676, una vegada més identificat amb el llenguatge universal de la característica, somiava amb un llenguatge que també seria un càlcul, una mena d'àlgebra del pensament" (1901, cap 3.). Aquesta característica va ser una universalització de les diverses "característiques reals". Couturat va escriure que Leibniz donà jeroglífics egipcis i xinesos i signes químics, com a exemples de característiques reals per escrit:
 Això demostra que la característica real era per ell una ideografia, és a dir, un sistema de signes que representen directament les coses (o, més ben dit, les idees) i no paraules, de manera que cada nació pot llegir-los i traduir-los en el seu idioma. 
En una nota al peu de pàgina, Couturat va afegir:
 En altres parts, Leibniz fins i tot inclou entre els tipus de signes notes musicals i signes astronòmics (els signes del zodíac i els dels planetes, incloent-hi el sol i la lluna). Cal assenyalar que Leibniz de vegades utilitza signes planetaris en lloc de les lletres en els seus càlculs algebraics. 
Per tant, la representació universal del coneixement consisteix a combinar les línies i punts amb "un tipus d'imatges" (pictografies o logogrames) per a ser manipulats per mitjà del seu càlcul ratiocinator.

#### Metafísica
Hartley Rogers va posar en relleu l'aspecte metafísic de la characteristica universalis relacionant-la amb la "teoria elemental de l'ordenació dels nombres reals", definint-la com "un sistema exactament definible per a fer declaracions de ciència" (Rogers, 1963: 934). Un dels projectes lingüístics universals com l'esperanto, i projectes de la lògica formal, com la Begriffsschrift de Frege no es relacionen habitualment amb la síntesi epistèmica de la ciència empírica, les matemàtiques, pictografies i la metafísica en la forma descrita per Leibniz. Per tant, els estudiosos han tingut dificultats a mostrar com els projectes com l'esperanto i el Begriffsschrift encarnen la visió completa que Leibniz tenia per la seva characteristica.
Els escrits d'Alexander Gode van suggerir que la characteristica de Leibniz tenia un biaix metafísic que li va impedir ser un reflex fidel de la realitat. Gode va posar èmfasi en el fet que Leibniz estableix primerament certs objectius o funcions, i després va desenvolupar la characteristica per a complir aquestes funcions.
Gode i els seus companys consideren la interlingua com una realitat preexistent, un format de forces de la natura durant un període de segles. L'objectiu de Gode i IALA, l'associació d'investigació que produeix i estandarditza la interlingua, era reflectir fidelment la realitat, no per construir un nou llenguatge com Leibniz tenia l'esperança de fer. Mentre Gode va veure la interlingua com a resultat del creixement de la ciència i la tecnologia, que creia que era millor descriure-la com un reflex del llenguatge natural, en comptes de la ciència.
Gode i els seus companys descarten el biaix metafísic de Leibniz cap a la definició de les funcions lingüístiques i el lliurament d'aparells estructurals per a dur-les a terme, preferint un sistema que van veure com a modelat per les forces naturals. Per tant, Gode veu la interlingua com a filosòficament diferent de les characteristica universalis i, en certa manera, d'altres idiomes auxiliars, ja que simplement no és la seva intenció complir aquests objectius.

Per a L. L. Zamenhof, el desenvolupament del llenguatge és un mitjà cap a un fi pràctic, com la comunicació entre persones amb diferents llengües nacionals. Així, mentre Zamenhoff pot ser vist com un model d'adaptació de Leibniz a la seva pròpia finalitat, Gode conscientment rebutja el model de pla.

##### Ciència
En l'àmbit de la ciència, Leibniz va dirigir la seva characteristica per a formar mapes, diagrames o quadres, que representen qualsevol sistema a qualsevol escala, i són compresos per tothom sense importar l'idioma natiu. Leibniz va escriure:
Els humans, encara que vaig aprendre fa molt de temps que han pensat en algun tipus de llenguatge o característica universal pel qual tots els conceptes i les coses es poden posar en un bon ordre, i amb l'ajuda de les diferents nacions poden comunicar els seus pensaments i cadascú llegeixi en el seu idioma el que un altre ha escrit en el seu, tanmateix però, ningú ha tractat d'una llengua o característica que inclogui al mateix temps les arts de descobriment i de la sentència, és a dir, els signes i els caràcters que tenen el mateix propòsit que els signes aritmètics que serveixen per als nombres i els signes algebraics de les quantitats preses en abstracte. No obstant això, sembla que des que Déu ha concedit aquestes dues ciències a la humanitat, ha tractat que ens comuniquin un secret que s'amaga molt més en el nostre enteniment, dels quals no són sinó les ombres". (A menys que s'indiqui el contrari, totes les cites de Leibniz són de la seva obra Sobre la característica general, segons la traducció de Loemker (1969): 221-25. Aquest passatge és de la p. 222.)
P. P. Weiner planteja un exemple d'una aplicació a gran escala de la characteristica de Leibniz a la ciència climàtica. Un enginy per a predir el clima inventat per Atanasi Kirchner, "Leibniz estava interessat en els seus propis intents d'inventar un llenguatge universal" (1940).
Fearnley-Sander (1986) va anar un pas més enllà, la definició de Leibniz de la characteristica com una combinació de l'àlgebra de la lògica (que Fearnley-Sander defineix com el càlcul ratiocinator) i l'àlgebra de la geometria (definit com a characteristica geometrica). Fearnley-Sander va suggerir que aquesta combinació havia "arribat a esdevenir-se" amb l'augment de l'àlgebra universal. Algunes persones que no siguin Fearnley-Sander que treballen en l'àrea de l'"àlgebra universal" no creuen que l'estudi de les propietats matemàtiques i la lògica de les estructures algebraiques en general, i l'àlgebra universal, tinguin res a veure amb la characteristica.
Leibniz va parlar del seu somni d'un llenguatge científic universal al començament de la seva carrera, de la manera següent:
"Hem parlat de l'art de la complicació de les ciències, és a dir, de la lògica inventiva... Però, un cop formades les taules de les categories del nostre art de complicacions, s'avançarà una mica més. Siguin, doncs, els primers termes de la combinació de tots els altres que consisteixen, que seran designats pels signes, i aquests signes seran una espècie d'alfabet. El més convenient per als signes és que siguin el més natural possible -per exemple, d'una banda, un punt, per nombres, punts, per a les relacions d'una entitat amb una altra, les línies, per a la variació d'angle i de les extremitats en les línies, i aquests tipus de relacions. Si aquestes afirmacions són correctes i s'han establert enginyosament, aquest document universal serà tan fàcil com és comú, i podrà ser llegir sense cap diccionari; al mateix temps, s'obtindrà un coneixement fonamental de totes les coses. El conjunt d'aquest escrit es farà de les figures geomètriques, per dir-ho així, dels tipus d'imatges -igual que els antics egipcis ho van fer, i els xinesos en l'actualitat. Els seus quadres, però, no es redueixen a un alfabet fix... amb el resultat és necessària molta memòria, que és el contrari del que es proposa."
Resch, en la revisió de l'article de Cohen, va escriure el següent:
"El programa de Leibniz d'una ciència universal (universalis scientia) per a la coordinació de tot el coneixement humà en un tot sistemàtic consta de dues parts: (1) una notació universal (universalis characteristica) per a l'ús de qualsevol element del qual qualsevol informació es pot gravar d'una manera natural i sistemàtica, i (2) un mitjà per a manipular el coneixement, per a la qual cosa es graven de manera computacional, que posi de manifest les seves interrelacions i les conseqüències lògiques (el càlcul ratiocinator)."

### L'àlgebra "general"
Cap al final de la seva vida, va escriure que la metafísica exigiria la creació de la combinació de la matemàtica i les ciències i mitjançant un caràcter universal del que ell va anomenar:
 "...una mena d'àlgebra general en la qual totes les veritats de la raó es reduirien a una mena de càlcul. Al mateix temps, això seria un tipus de llenguatge universal o per escrit, encara que infinitament diferent de totes aquestes llengües que fins ara han estat proposades, perquè els personatges i les paraules s'exerciran en
 la direcció de la ment, i els errors -a excepció dels de fet- només serien errors de càlcul. Seria molt difícil formar o inventar aquest llenguatge o característica, però molt fàcil d'aprendre'l sense diccionaris" (carta a Nicolau Remondo, 10 de gener de 1714, en Loemker (1969): 654. traducció revisada.). 
Ell esperava que la seva àlgebra pictòrica permetés avançar en el tractament científic dels fenòmens qualitatius, el que constitueix "la ciència en què es tracten les formes o fórmules de les coses en general, és a dir, la qualitat en general".

### El seu raonament amb diagrames
Atès que la universalis characteristica és esquemàtica i dona lloc a pictogrames (a baix a l'esquerra), els diagrames d'ordre de treball de Leibniz mereixen un estudi més detallat. Almenys en dues ocasions, Leibniz va il·lustrar el seu raonament filosòfic amb diagrames. Un diagrama, el frontispici de la seva De Art Combinatòria (1666, Sobre l'art de les combinacions), representa la teoria aristotèlica de com totes les coses materials estan formades per combinacions dels elements terra, aigua, aire i foc.
Aquests quatre elements constitueixen les quatre cantonades d'un diamant. Els parells oposats d'aquestes estan units per una barra de l'etiqueta "contraris" (terra-aire, foc-aigua). Les quatre cantonades del lloc superposades són les quatre qualitats que defineixen els elements. A cada parell adjacent d'aquests se li uneix una barra anomenada de combinacions possibles, les diagonals es reuneixen amb aquests i s'etiqueten com a "combinació impossible". A partir de la part superior, el foc es forma a partir de la combinació de la sequedat i la calor, aire de la humitat i la calor, l'aigua de la fredor i la humitat, terra de fredor i sequedat. Aquest esquema es reprodueix en diversos textos com ara Saemtliche Schriften und Brief, Reihe, VI, Banda 1: 166, Loemker (1969): 83, 366, Karl Popp i Erwin Stein, 2000: 33.

### Leibniz perd voluntat
Leibniz va veure amb raó que la creació de la characteristica seria difícil, esperant el temps necessari per a l'elaboració de la següent manera: "Crec que alguns individus seleccionats podrien acabar l'assumpte en cinc anys", comentant més endavant: "I així, repeteixo, ho he dit moltes vegades, que una persona que no és ni un profeta ni un príncep mai no podrà emprendre qualsevol cosa de major bé a la humanitat ni més adequada a la glòria divina". Però, posteriorment, hi va sorgir una nota més sòbria. El març del 1706, en un escrit a Sofia de Hannover, l'esposa del seu patró, va escriure:
 "És cert que alguna vegada es va planejar un nou mètode de càlcul apropiat per a les persones que no tenen res en comú amb els matemàtics, i si aquesta manera de lògica es posés en pràctica, tot raonament, fins i tot les analogies, es portaria a terme d'una forma matemàtica. Llavors, les ments menys dotades podrien, amb esforç i bona voluntat, no anar al mateix ritme que les grans ments, però almenys seguir-les. Perquè un sempre pot dir "calculem" i jutjar correctament, en la mesura de la raó i les dades que ens poden proporcionar els mitjans per fer-ho així. Però, no sé si mai serà capaç d'executar aquest projecte, un que requereixi més d'una mà, i que fins i tot tinc la impressió que la humanitat encara no està prou madura com per a fingir els avantatges que aquest mètode podria produir." 
En una altra carta a Nicolau Remondo, el 1714, va escriure:
 "He parlat amb el marquès de l'Hôpital i amb d'altres de la meva àlgebra general, però no han prestat atenció, com si els hagués volgut explicar un somni meu. M'ha de donar suport també per alguna aplicació òbvia, però per a això seria necessari treballar almenys una part de la meva característica, una tasca que no és fàcil, sobretot en la meva condició actual i sense la sort de poder conversar amb les persones que podrien estimular-me i ajudar-me en un treball d'aquesta naturalesa." 

## Tres criteris
C. J. Cohen (1954) va establir tres criteris que qualsevol projecte d'un llenguatge filosòfic hauria de reunir abans que pogués ser considerat una versió de la universalis characteristica. En establir aquests criteris, Cohen es va referir al concepte de "logística". Aquest concepte no és el mateix que l'utilitzat en l'anàlisi estadística. El 1918, Clarence Irving Lewis, el primer erudit de parla anglesa en lògica que va traduir i discutir alguns dels escrits lògics de Leibniz, enraonà sobre la "logística" de la manera següent: 
 La logística es pot definir com la ciència que s'ocupa dels tipus d'ordre com a tal. No és tant un objecte com un mètode. Encara que la major part de la logística està ben fundada en els grans principis o que fan ús dels principis de la lògica simbòlica, si la prenem com a ciència de l'ordre, en general, no implica necessàriament començar amb la lògica simbòlica. 
 (Lewis aquí es va fer ressò del pensament del seu mestre, Josiah Royce. Vegeu "ordre" en els Collected Logical Writings de Royce de 1951.) 
Arran d'això, Cohen estipula que el caràcter universal hauria de servir com a:
- "Llengua auxiliar internacional" perquè les persones que parlen idiomes diferents puguin comunicar-se entre si.
- El simbolisme de l'expressió exacta i sistemàtica de tots els coneixements actuals, fent possible una tractament "lògic" de la ciència en general. Aquest simbolisme també es podria ampliar per donar cabuda als coneixements en el futur.
- Instrument de descoberta i demostració.

Aquests criteris, juntament amb el concepte de logística, revelen que Cohen i Lewis van associar la characteristica amb els mètodes i objectius de la teoria general de sistemes.

## Gödel es basa en la conspiració
Perquè mai Leibniz va descriure la universalis characteristica en els detalls operatius, molts filòsofs l'han considerada com una absurda fantasia. En aquest sentit, Parkinson va escriure:
 "Des del punt de vista de Leibniz sobre el caràcter sistemàtic de tots els coneixements que estan vinculats amb els seus plans d'un simbolisme universal, una characteristica universalis, aquesta havia de ser un càlcul que permeti cobrir tot el pensament, i reemplaçar la controvèrsia per càlcul. L'ideal sembla ara absurdament optimista..." (Aquesta referència és de l'edició de 1988.) 
El lògic Kurt Gödel, en canvi, creu que la universalis characteristica era factible, i que el seu desenvolupament havia de revolucionar la pràctica matemàtica. Es va adonar, però, que un tractament detallat de la characteristica ha estat sospitosament absent de les publicacions de Leibniz. Sembla que Gödel va reunir tots els textos de Leibniz que esmenten la characteristica, i es va convèncer que havia tingut lloc algun tipus de censura sistemàtica i creu que va esdevenir obsessiva. Gödel pot haver fallat en apreciar la magnitud de la tasca dels editors dels manuscrits de Leibniz, ja que va deixar unes 15.000 cartes de Leibniz i 40.000 pàgines de manuscrits. Fins i tot ara, la major part d'aquest gran Nachlass roman inèdit.

## Projectes relacionats delseglexvii
D'altres al segle xvii, com George Dalgarno, van intentar fer projectes filosòfics i lingüístics similars, alguns sota el títol de mathesis universalis. Un exemple notable en va ser John Wilkins, l'autor d'Un assaig cap a un veritable caràcter i un llenguatge filosòfic, que va escriure un diccionari de sinònims com un primer pas cap a un llenguatge universal. Tenia la intenció d'afegir al seu diccionari de sinònims d'un alfabet del pensament humà (un esquema d'organització, semblant a un diccionari de sinònims o el sistema decimal Dewey), i una "àlgebra del pensament", que permetés la regla basada en la manipulació. Els filòsofs i lingüistes que van dur a terme aquest tipus de projectes sovint pertanyien al pansofical (coneixement universal) i els grups dels coneixements científics a Londres i Oxford, coneguts en conjunt com els "Invisible College" i ara es veuen com a precursors de la Royal Society.